# Dichaetophora lindae
Dichaetophora lindae är en tvåvingeart som först beskrevs av Wheeler och Hajimu Takada 1964.  Dichaetophora lindae ingår i släktet Dichaetophora och familjen daggflugor. Inga underarter finns listade i Catalogue of Life.